# Kızılcapınar, Adıyaman
Kızılcapınar là một xã thuộc thành phố Adıyaman, tỉnh Adıyaman, Thổ Nhĩ Kỳ. Dân số thời điểm năm 2011 là 605 người.